# Concord (Schiff, 17. Jahrhundert)
Concord war der Name des Schiffes, auf dem 1683 die erste geschlossene Gruppe deutscher Auswanderer nach Amerika fuhr. An Bord der Galeone befanden sich unter anderem 13 Familien aus Krefeld mit insgesamt 33 Personen, die sogenannten „Original 13“. Das Schiff ist auch als die „Deutsche Mayflower“ bekannt. Die Concord lief am 6. Juli 1683 unter Kapitän William Jeffries mit 57 Passagieren in Rotterdam aus. Die Fahrt führte in 74 Tagen über Gravesend (24. Juli 1683) nach Philadelphia (Germantown), wo die Reise am 6. Oktober 1683 glücklich endete. Während der Überfahrt wurde auf hoher See Peter Bleickers, Sohn von Johannes Bleickers, geboren.

## Passagierliste der Atlantikfahrt von 1683
(in alphabetischer Reihenfolge)
- Lenert Aratts (Leonard Arets van Aaken)
- Elizabeth Bennett, Dienerin von James Claypoole
- Johannes Bleikers mit Frau
- James Claypoole mit Frau Helena und 7 Kindern
- Edward Cole, Jr., Diener von James Claypool
- William Hard
- Peter Keurlis (Peter Kürlis) mit Frau Elisabeth und 4 Kindern
- Thones Kunder (Tönes Coenen-Heggers) mit Frau Lentgen und 4 Kindern
- Hugh Lamb
- Jan Lensen (Johann Lenssen) mit Frau Mercken
- Jan Luykens (Johann Lucken) mit Frau Mercken
- Hugh Masland mit Frau, Diener von James Claypoole
- Abraham Isacks op den Graeff mit Frau Trintgen
- Derick Isaacs op den Graeff mit Frau Nolcken
- Herman Isacks op den Graeff mit Frau Lisbet, Mutter und Schwester
- Jan Siemes (Johann Simons) mit Frau Merken und 1 Kind
- William Streypers (Wilhelm Strepers) mit Frau Belcken und 5 Kindern
- Leonard Teison (Reiner Theisen, auch Tyson) mit Frau Elisabeth
- Abraham Tunes (Abraham Tunes Klinken) mit Frau Beatrix
- Cicely Wooley, Diener von James Claypoole

## Sonderbriefmarke
Die Deutsche Bundespost nahm 1983 die sogenannte Philadelphiade zum Anlass, eine Sonderbriefmarke herauszugeben, auf der die Concord abgebildet ist.
Zur selben Zeit, als die deutsche Sonderbriefmarke erschien, wurde auch in den Vereinigten Staaten eine fast motivgleiche Sonderbriefmarke ausgegeben. Seinerzeit war es möglich, beide Briefmarken auf einen Brief zu kleben, beide Marken wurden dann gestempelt (was eigentlich nicht üblich ist; die Post stempelt sonst ausschließlich in Deutschland gültige Postwertzeichen). Wer also die Möglichkeit hatte, sich selbst einen Brief aus den USA zu schicken, der hat heute zwei Briefe in seiner Sammlung, jeweils mit beiden Marken und einmal gestempelt in Deutschland und einmal in den USA.